# Grotli

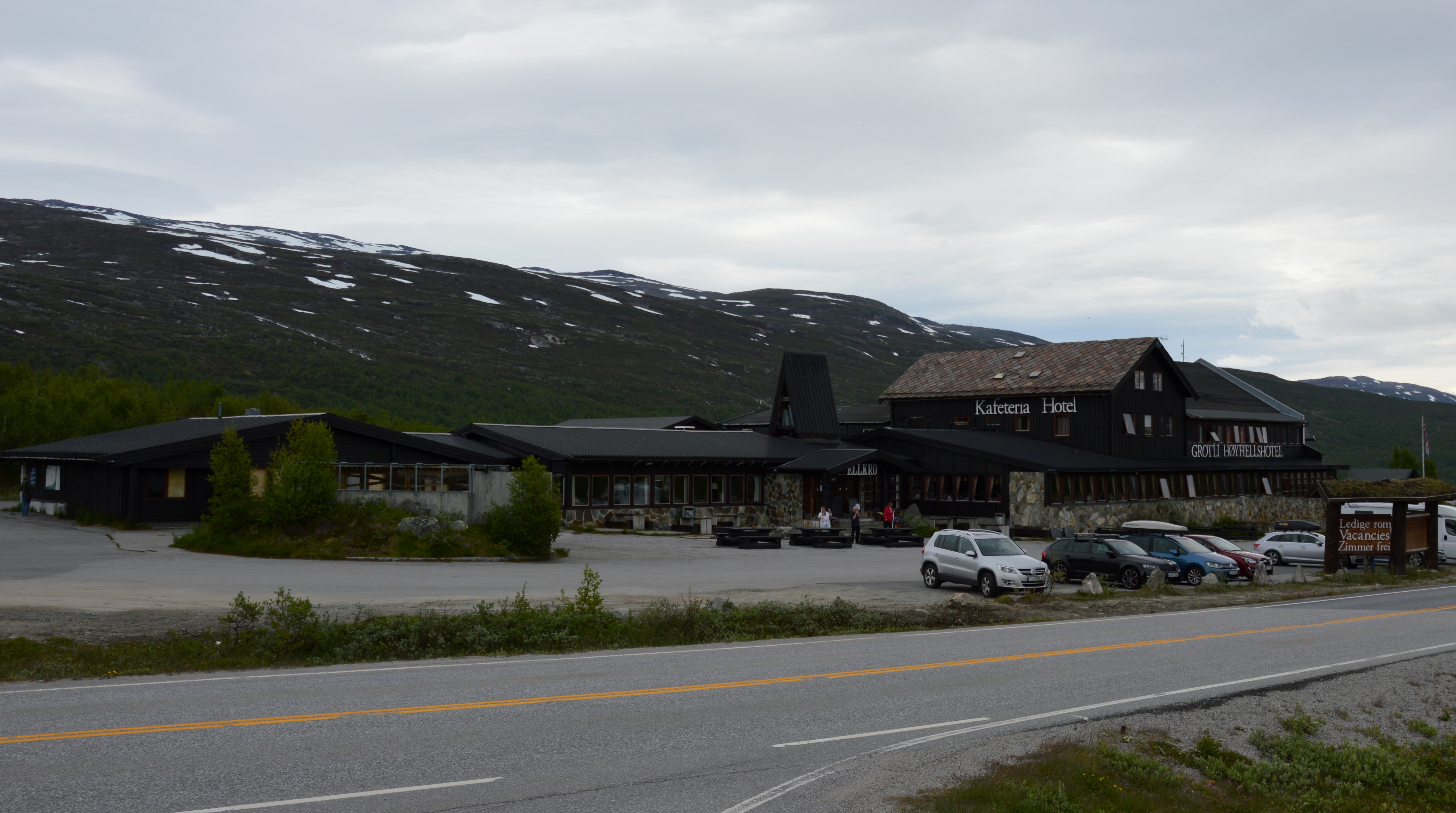
Hotel Grotli Høyfjellshotell, 2017

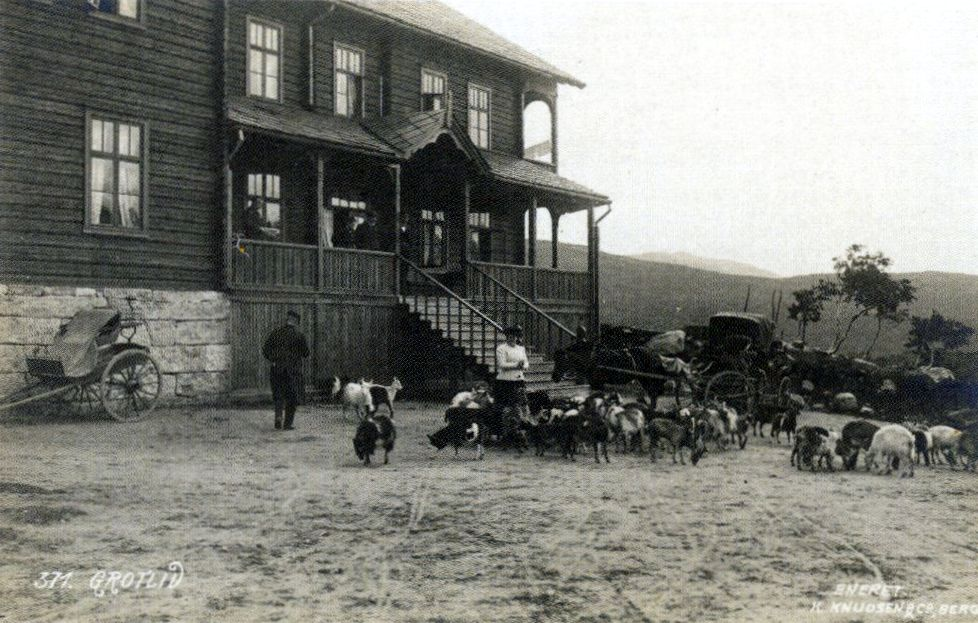
Hotel 1915

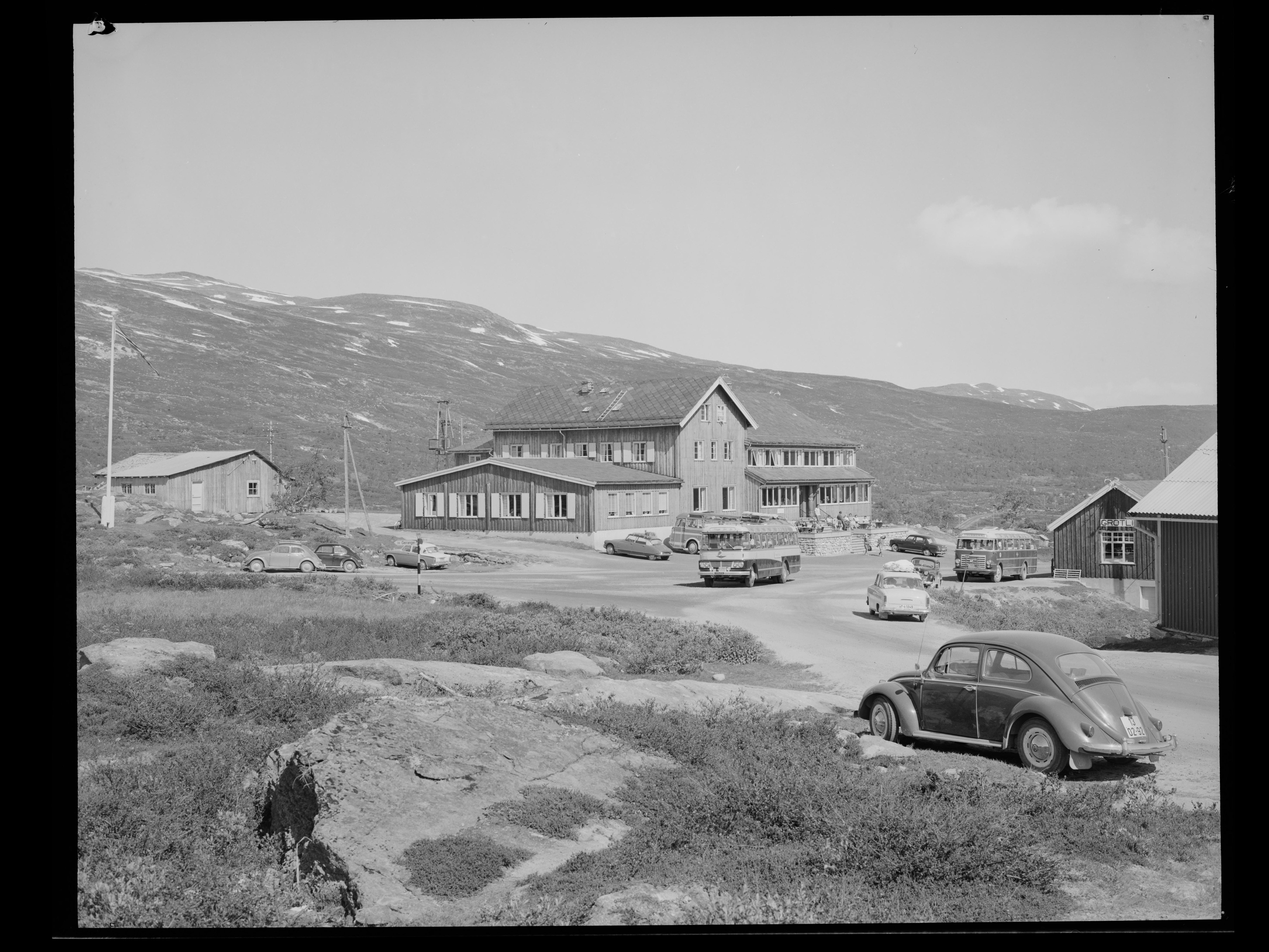
Vor 1962

Grotli ist ein Dorf in der Kommune Skjåk der norwegischen Provinz Innlandet.

## Lage
Es befindet sich auf einer Höhe von etwa 900 Metern im Skandinavischen Gebirge. Im Ort befindet sich der Ausgangspunkt der touristisch bedeutenden Gebirgsstraße Gamle Strynefjellsvegen, die hier von Süden auf den Riksvei 15 trifft. Das Dorf ist als Streusiedlung angelegt. Zentrales und größtes Gebäude ist das am Riksvei 15 gelegene Hotel Grotli Høyfjellshotell. Südwestlich vom Ort liegt der kleine Bergsee Stalltjønne. Etwas weiter westlich befindet sich der große See Breiddalsvatnet, südöstlich der Grotlivatnet.

## Geschichte
Der Name des Orts geht auf das altnorwegische Wort Grjot (deutsch Stein) zurück. Über mehrere Jahrhunderte hinweg bestand hier ein steinerner Unterstand, der durch das Gebirge Reisenden Schutz bot. 1870 wurde der Unterstand im Zuge des Baus der von Skjåk in Richtung Westen nach Stryn und Geiranger führenden Straße zur Schutzhütte ausgebaut. Es entstand ein staatlicher Berggasthof. 1894 wurde dann der in Richtung Süden führende Gamle Strynefjellsvegen eröffnet. Grotli kam eine Funktion als Knotenpunkt zu. Es entstand eine Post, Telefonzentrale und Umsteigemöglichkeit zwischen Buslinien. 1896 hielt sich im Berggasthof der norwegische Schriftsteller Bjørnstjerne Bjørnson auf. Von 1903 bis 1905 wurde das heutige Hotel Grotli Høyfjellshotell errichtet, das später erweitert wurde und heute 125 Betten in 53 Zimmern sowie einen Restaurantbetrieb umfasst. Wohl 1907 hielt sich im Hotel der siamesische König Chulalongkorn auf.
1940 wurde in der Nähe des Orts während des Zweiten Weltkriegs ein deutsches Militärflugzeug abgeschossen. Der 2012 gedrehte Film Into the White thematisiert die Geschichte.